# 赫尔曼·外尔

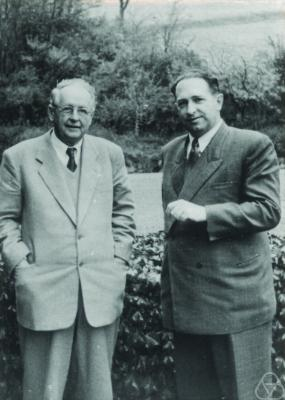
赫尔曼·外尔（左）

赫尔曼·克劳斯·胡戈·外尔 ForMemRS（德語發音：[vaɪl]，1885年11月9日—1955年12月8日；又译韦尔），德国数学家，物理学家和哲学家。 尽管他的大部分工作时间是在瑞士苏黎世和美国的普林斯顿高等研究院（IAS）度过的，他仍被认为传承了以大卫·希尔伯特和赫尔曼·闵可夫斯基为代表的哥廷根大学学派的数学传统。 他的研究工作在理论物理上和在纯数学领域（如数论）等都有着一样杰出的贡献。他是20世纪最有影响力的数学家之一，也是普林斯顿高等研究院早期的重要成员。
外尔发表过的作品涉及时间、空间、物质、哲学、逻辑、对称性和数学史。他是最早把广义相对论和电磁理论结合的人之一。当他同时代的数学家对昂利·庞加莱和希尔伯特的对数学的广泛涉猎的重要性缺乏重视的时候，外尔走得比任何人更远。迈克尔·阿蒂亚曾评价，他开始研究一个数学题目的时候，经常发现外尔已经在他之前有所贡献（The Mathematical Intelligencer (1984), vol.6 no.1）。

## 传记
外尔出生于德国汉堡附近的小镇埃尔姆斯霍恩。从1904年到1908年期间他在哥廷根和慕尼黑学习数学和物理。在他十分尊敬的导师希尔伯特的指导下，外尔在哥廷根大学获得博士学位。在几年的教学工作后，他离开哥廷根到苏黎世，在那里他担任苏黎世联邦理工学院数学系的系主任。在那里他和当时正在研究广义相对论阿尔伯特·爱因斯坦是同事。爱因斯坦对着迷于数学物理的外尔有很大的影响。1921年外尔见到了被聘用为苏黎世大学教授的埃尔温·薛定谔，自那时起他们成为了一生的亲密朋友。
外尔在1930年离开了苏黎世，到哥廷根接替希尔伯特的职位，直到1933年纳粹执政时，因为他的妻子是犹太人而被迫离开。这一事件使得他决定前往当时刚刚创建的普林斯顿高等研究院。直到1951年他退休以前，他都在那里工作。他和他的妻子生活在普林斯顿和苏黎世两地，并于1955年逝世。

## 贡献

### 流形与物理学的几何基础
1913年，外尔出版了Die Idee der Riemannschen Fläche (The Concept of a Riemann Surface，《黎曼面的概念》，有英译本)一书。在书中他给出了处理黎曼面的一般方法。为了让黎曼面的理论更加严格，外尔使用了点集拓扑。而这一方法后来被推广到一般的流形上。他为此参考了鲁伊兹·布劳威尔之前在拓扑学上的工作。 
作为哥廷根的最重要的科学家之一，外尔很早就对爱因斯坦的工作有了充分的了解。在他的《时间、空间、物质》（1918年第一版，1922年第四版）一书中，他回溯了相对论物理的发展。1918年，他引入了规范（gauge）的概念，并给出了规范理论最早的例子。在当时的条件下，外尔的规范理论试图用时空的几何性质来描述电磁场和引力场，但是这并不是一个太成功的尝试（某种程度上，我们可以把他的工作看成爱因斯坦所追求的统一场论的数学化）。黎曼几何中的外尔张量（Weyl curvature tensor）对研究共形几何的内在性质有重要的作用。1929年外尔把四脚场（vierbein）引入广义相对论。
他的对物理学的探索基于埃德蒙德·胡塞尔的现象学，特别是胡塞尔在1913年的 《纯粹现象学通论 纯粹现象学和现象学哲学的观念(I)》（Ideen zu einer reinen Phänomenologie und phänomenologischen Philosophie. Erstes Buch: Allgemeine Einführung in die reine Phänomenologie ）。 显然地，这是外尔处理爱因斯坦的有争议的对于恩斯特·马赫的现象物理学的依赖性的方式。胡塞尔对戈特洛布·弗雷格 关于他的算术哲学的最早的著作的批评反应强烈。彼时他正在探索对于数学和其他结构的感觉，而这正是弗雷格从经验参考中区分出来的。所以有充足的理由认为，规范理论是从外尔的作为物理量度的形式的观点，而不是一种物理理论发展起来的。

### 哲學
外爾從年輕時就對哲學感興趣，當時他讀了康德的《純粹理性批判》，其將空間和時間作為先驗的知識概念（儘管他後來反對康德與歐氏幾何學過於密切的聯繫）。從1912年起，他深受胡塞爾及其現象學的影響，這也反映在他的《空間、時間、物質》一書中的一些段落中。 1927年，他為《哲學手冊》撰寫的《數學與自然科學之哲學》由奧登堡出版社出版，後來單獨出版並修訂成書。為重構外爾哲學的起源並將其融入哲學主流理論，諾曼·謝羅卡(Norman Sieroka)指出了外爾和其蘇黎世哲學家同事弗里茨·梅迪庫斯(Fritz Medicus)之間深入、長期的討論，後者是研究費希特的專家。費希特的知識學和哲學認為，「存在」是「絕對自我」與其物質鄰域(Umgebung)相互作用的結果，這對外爾也有很大影響，並體現在外爾對拓撲（連續統）和鄰域概念的使用上。根據謝羅卡的觀點，外爾在量子理論和廣義相對論背景下對物質概念的哲學解釋中也深受萊布尼茨的物質理論（單子理論等）和德國唯心主義（費希特辯證法）的影響。該影響亦見於外爾關於符號與其鄰域在數學理論結構中的相互作用的看法和其數學哲學中（他視直覺主義和形式主義的數學內部分歧為胡塞爾現象學和費希特建構主義之間的分歧之延申）。在 1920 年代，在量子力學發展之前，受到當時日益清晰的量子理論統計性質的啟發，外爾從物質的場論描述轉向活性（agens）物質的理論，這是通過將空間鄰域包含在所表達的場論描述中來實現的。他使用微分幾何方法促成了規範場論概念的起源。在量子論的影響下，他背離了這個「幾何場論」。按謝羅卡的解釋，費希特和卡西爾也對外爾的晚期哲學（科學作為一種「符號建構」）產生了重要影響。外爾對馬丁·海德格的關注鮮為人知，外爾不認同海德格對死亡的看法，但他的哲學思想中對鄰域概念的運用受到海德格存在主義的影響。

## 以外爾為名的相關主題
- 馬約拉納-外爾旋量
- 舒爾-外爾二元性（英语：Schur–Weyl duality）
- 外爾代數（英语：Weyl algebra）
- 狄拉克矩陣之外爾基底
- 外爾特徵標公式
- 外爾準則（英语：Weyl's criterion）
- 外爾曲率：參見外爾張量
- 外爾曲率假說（英语：Weyl curvature hypothesis）
- 外爾維度式
- 外爾方程式：一種相對論量子力學波動方程式
- 外爾重力（英语：Weyl gravity）
- 外爾群
- 外爾規範
- 外爾不等式（英语：Weyl's inequality）
- 外爾積分（英语：Weyl integral）
- 外爾定律（英语：Weyl law）
- 外爾引理 (拉普拉斯方程式)
- 外爾模（英语：Weyl module）
- 外爾符號（英语：Weyl notation）
- 外爾悖論（英语：Weyl's paradox）
- 外爾假設（英语：Weyl's postulate）
- 外爾量子化（英语：Weyl quantization）
- 外爾純量（英语：Weyl scalar）
- 外爾旋量
- 外爾和（英语：Weyl sum）
- 外爾對稱（英语：Weyl symmetry）：參見外爾轉換
- 外爾張量（英语：Weyl tensor）
- 外爾和（英语：Weyl sum）
- 外爾向量
- 外爾轉換（英语：Weyl transformation）

## 延伸阅读
- ed. K. Chandrasekharan,Hermann Weyl, 1885–1985, Centenary lectures delivered by C. N. Yang, R. Penrose, A. Borel, at the ETH Zürich  Springer-Verlag, Berlin, Heidelberg, New York, London, Paris, Tokyo – 1986,  published for the Eidgenössische Technische Hochschule, Zürich.
- Deppert, Wolfgang et al., eds., Exact Sciences and their Philosophical Foundations. Vorträge des Internationalen Hermann-Weyl-Kongresses, Kiel 1985, Bern; New York; Paris: Peter Lang 1988,
- Ivor Grattan-Guinness, 2000. The Search for Mathematical Roots 1870-1940. Princeton Uni. Press.
- Thomas Hawkins, Emergence of the Theory of Lie Groups, New York: Springer, 2000.
- Kilmister, C. W., , The Mathematical Gazette (The Mathematical Gazette, Vol. 64, No. 429), October 1980, 64 (429): 149–158, JSTOR 3615116, doi:10.2307/3615116.
- In connection with the Weyl–Pólya bet, a copy of the original letter together with some background can be found in: Pólya, G. . Mathematische Zeitschrift. 1972, 126 (3): 296–298. doi:10.1007/BF01110732.
- Erhard Scholz; Robert Coleman; Herbert Korte; Hubert Goenner; Skuli Sigurdsson; Norbert Straumann eds. Hermann Weyl's Raum – Zeit – Materie and a General Introduction to his Scientific Work (Oberwolfach Seminars) (ISBN 3-7643-6476-9) Springer-Verlag New York, New York, N.Y.
- Skuli Sigurdsson. "Physics, Life, and Contingency: Born, Schrödinger, and Weyl in Exile." In Mitchell G. Ash, and Alfons Söllner, eds., Forced Migration and Scientific Change: Emigré German-Speaking Scientists and Scholars after 1933 (Washington, D.C.: German Historical Institute and New York: Cambridge University Press, 1996), pp. 48–70.
- Weyl, Hermann, Peter Pesic , 编, , Dover, 2012, ISBN 978-0-486-48903-2